# Elizabeth Graeme Fergusson
Elizabeth Graeme Fergusson, ook wel bekend als Betsy Graeme (Philadelphia, 3 februari 1737 — aldaar, 23 februari 1801), was een Amerikaans dichteres en schrijfster. Als schrijfster is ze vooral bekend geworden door haar vertaling van Les Aventures de Télémaque van het Frans naar het Engels en haar brieven aan de Amerikaanse regering. Als dichteres is ze vooral bekend van haar gedicht The Dream uit 1768 en haar gedicht Il Penseroso or The Deserted Wife.

## Biografie
Graeme werd geboren als zesde kind uit een gezin van negen. Haar ouders waren dr. Thomas en Ann Diggs Graeme. Ze bracht haar jeugd door in Graeme Park, het landhuis van het gezin in Horsham, net buiten Philadelphia. Haar moeder, Ann Diggs, was de stiefdochter van koloniaal gouverneur Sir William Keith. Ze gaf haar dochter Elizabeth thuisonderwijs — onder meer lezen en schrijven — iets wat veel kinderen in de koloniale Verenigde Staten toentertijd niet kregen.
Op haar zeventiende ontmoette Graeme William Franklin, zoon van Benjamin Franklin, met wie ze uiteindelijk een relatie kreeg. In 1757 was het koppel verloofd. Franklin verhuisde daarna naar Engeland om rechten te studeren, waardoor hun relatie onder druk kwam te staan. Door een miscommunicatie dacht Franklin ten onrechte dat de verloving verbroken was, waardoor hij met een vrouw in Engeland trouwde.
Na de dood van haar zus kreeg Graeme voogdij over haar neefje en diens zusje Anna Young Smith. Graeme moedigde Anna aan haar poëziekant te ontdekken en nam haar mee naar ontmoetingen binnen de literaire kring van Philadelphia. Anna was haar zo dankbaar dat ze haar gedicht An Ode to Gratitude opdroeg aan Graeme.
In 1764 reisde Graeme op aandringen van haar moeder naar Londen, wier gezondheid rap achteruit ging. In Londen ontmoette Graeme Laurence Sterne en koning George III. Tijdens haar bezoek aan Engeland hield Graeme een reisdagboek bij, dat later door haar vakgenoten in Philadelphia werd voorgelezen. Na haar terugkomst in Graeme Park, kreeg Graeme te horen dat haar moeder was overleden. Graeme nam hierop de rol van gezinshoofd over van haar moeder en organiseerde avonden voor haar elitaire mannelijke en vrouwelijke kennissen. Op een van deze avonden ontmoette ze de Schotse immigrant Hugh Henry Fergusson. De twee kregen een relatie en in 1772 trouwden ze in het geheim. Eén maand later overleed Graemes vader, zonder iets van zijn dochters huwelijk te weten. Hij liet haar het landhuis na, maar in koloniaal Amerika ging het eigendom over naar haar man.
Na de oorlog van 1778 confisqueerde de regering van Pennsylvania Graeme Park, omdat Fergusson de Britse zijde trouw had gezworen. Hierdoor moest Graeme het huis verlaten. Na twee jaar brieven schrijven aan de regering, kreeg Graeme het landhuis terug. In 1791 was ze niet meer in staat om te betalen voor het onderhoud, waardoor ze Graeme Park noodgedwongen moest verkopen. In de laatste tien jaar van haar leven woonde Graeme in bij vrienden en schreef en publiceerde diverse gedichten, zowel in haar eentje als met haar vrouwelijke kennissen, onder wie Hannah Griffitts.
In 1801 overleed Graeme in het huis van Benjamin Rush, in de nabijheid van Graeme Park. Ze ligt begraven aan de zuidkant van de begraafplaats van de Christ Church in Philadelphia.
Graeme Park is thans een monument en museum.

## Schrijfster
Fergusson schreef talloze brieven aan de regering om haar landhuis terug te bemachtigen. Deze brieven waren vaak ferm en krachtig van toon, omdat ze hoopte zo de hulp te krijgen die ze nodig had. Haar gedichten zijn veel emotioneler. Een van haar langste gedichten is Il Penseroso or The Deserted Wife. Het gedicht bestaat uit vier kenmerken: hoop, eenzaamheid, twijfel en tegenspoed, en verwijst naar haar ex-partner. In deel een is Graeme boos op haar man Henry, omdat hij haar verlaten heeft en omdat er geruchten zijn dat hij een huisbediende bezwangerd heeft. Uiteindelijk leert ze dat ze niet alleen zit met haar verdriet en veel gemeen heeft met andere vrouwen, zoals Grace Growden Galloway.  Haar verbintenis met andere vrouwen is een van de redenen dat Graeme hoog aangeschreven staat bij historici.